# Ibrahim Saïd
Ibrahim Said est un footballeur égyptien né le 16 octobre 1979 à Alexandrie.
Il a remporté la Coupe d'Afrique des nations 2006, la Coupe d'Afrique des nations 2008 et la Coupe d'Afrique des nations 2010 avec l'équipe d'Égypte.

## Carrière
- 1998-02 :  Al Ahly SC
- 2002-03 :  Everton
- 2003-05 :  Al-Ahli Djeddah
- 2004-07 :  Zamalek SC
- 2006-07 :  Rizespor
- 2007-08 :  Ankaragücü
- 2008-09 :  Ismaily SC
- 2009 :  Al-Ahly Tripoli
- 2010-11 :  Ittihad Alexandrie
- 2013 :  Assyriska FF